# 溫車士打酒店
溫車士打酒店（英語：Winchester Hotel）是加拿大安大略省多倫多的一座保存完好的商業建築，位於該市椰菜城社區內的國會街531號。前酒店建築於1975年被該市列為文物建築，並於1995年根據《安大略省文物法令》第IV部指定為文物建築。
其建成時是多倫多五至六家主要酒店之一，直至1903年英皇愛德華酒店開業。